# 河回村
河回村（韓語：하회마을）位於韓國慶尚北道安東市，為朝鮮王朝時期兩班「豐川柳氏」建立的傳統韓式聚落。「河回」的名稱是由於洛東江的支流花川在此地大幅度回轉而得名。河回村在1984年1月，被指定為韓國國家民俗文化遗产第122號。2010年河回村與其他四個項目以「韓國歷史村落：河回村和良洞村」名稱申請，獲得世界遺產委員會通過，成為韓國第10個世界遺產。

## 簡介
河回村位於慶尚北道安東市豐川面，位於洛東江支流花川旁，河流在此地形成曲流。河回村河回村北、西、南三面被河流包圍，東面為山岳，也有人稱其爲「水環洞」。河回村在高麗王朝末期為許氏、安氏、柳氏等三氏家族所形成的氏族村落，後來至朝鮮王朝時期僅有「豐川柳氏」世代在此居住，朝鮮王朝時期知名的儒學家柳雲龍與柳成龍均出生於此地。現在村內有180多戶人家，約70%的居民姓柳。
河回村保留了朝鮮王朝時期的住宅樣式，村內文物有養真堂、忠孝堂等。另外，河回村以別神祭假面舞聞名，1999年英國伊莉莎白二世女王、2005年美國老布希總統，以及2009年美國小布希總統曾經訪問河回村，作為韓國傳統文化的巡禮。
河回村在1984年12月，被指定為國家民俗文化遗产（대한민국의 국가민속문화재）第122號。2010年韓國以「韓國歷史村落：河回村和良洞村」項目申報世界遺產通過審議，成為韓國第10個世界遺產。

## 重要文物與非物质文化遗产

### 養真堂
養真堂為朝鮮王朝時期的儒學家柳雲龍（1539－1601）與其後代的居所，為一棟傳統朝鮮王朝時期兩班建造的韓式建築。建築的屋簷下有一面「立巖古宅」的牌匾，內部則有韓濩（한호，1543－1605）寫的「養眞堂」牌匾。養眞堂被列為大韓民國寶物第306號。

### 忠孝堂
忠孝堂為柳雲龍之弟柳成龍（유성룡，1542－1607）與其後代的居所。柳成龍為朝鮮王朝時期著名政治家與儒學家，曾位列朝鮮王朝最高行政機構議政府的首長領議政，著有《懲毖錄》，封號「豐原府院君」，卒諡文忠。忠孝堂內部以篆書書寫的「忠孝堂」牌匾，據說為許穆（허목，1595－1682）的作品。忠孝堂被列為大韓民國寶物第414號。

### 河回別神祭假面舞
河回別神祭假面舞有800多年歷史，河回村有常設表演。假面舞為一種表演者頭戴面具的朝鮮半島傳統舞蹈戲劇。河回別神祭假面舞主要展現貴族（兩班）與平民百姓之間的衝突與矛盾，表演的劇情中抨擊掌權階層的權威與社會矛盾，為緩解民眾委屈不滿的一種媒介。「河回別神祭假面舞」被指定為韓國韩国非物质文化遗产第69號。

## 世界遺產登錄
2010年7月至8月，第34屆「世界遺產委員會」會議於巴西首都巴西利亞召開，由韓國申報的項目「韓國歷史村落：河回村和良洞村」經大會通過，成為韓國第10個世界遺產，河回村的世界遺產編號為1324-001號。
该世界遗产被认为满足世界遺產登錄基準中的以下基準而予以登錄：
- （iii）呈现有关现存或者已经消失的文化传统、文明的独特或稀有之证据。
- （iv）关于呈现人类历史重要阶段的建筑类型，或者建筑及技术的组合，或者景观上的卓越典范。

| 世界遺產編號 | 名稱               | 所在地              | 保護範圍  | 緩衝範圍 |
| ------------ | ------------------ | ------------------- | --------- | -------- |
| 1324-001     | 河回村聚落：河回村 | 36°32'21"N 128°31'E | 499.5公頃 |          |

## 圖集

### 文物

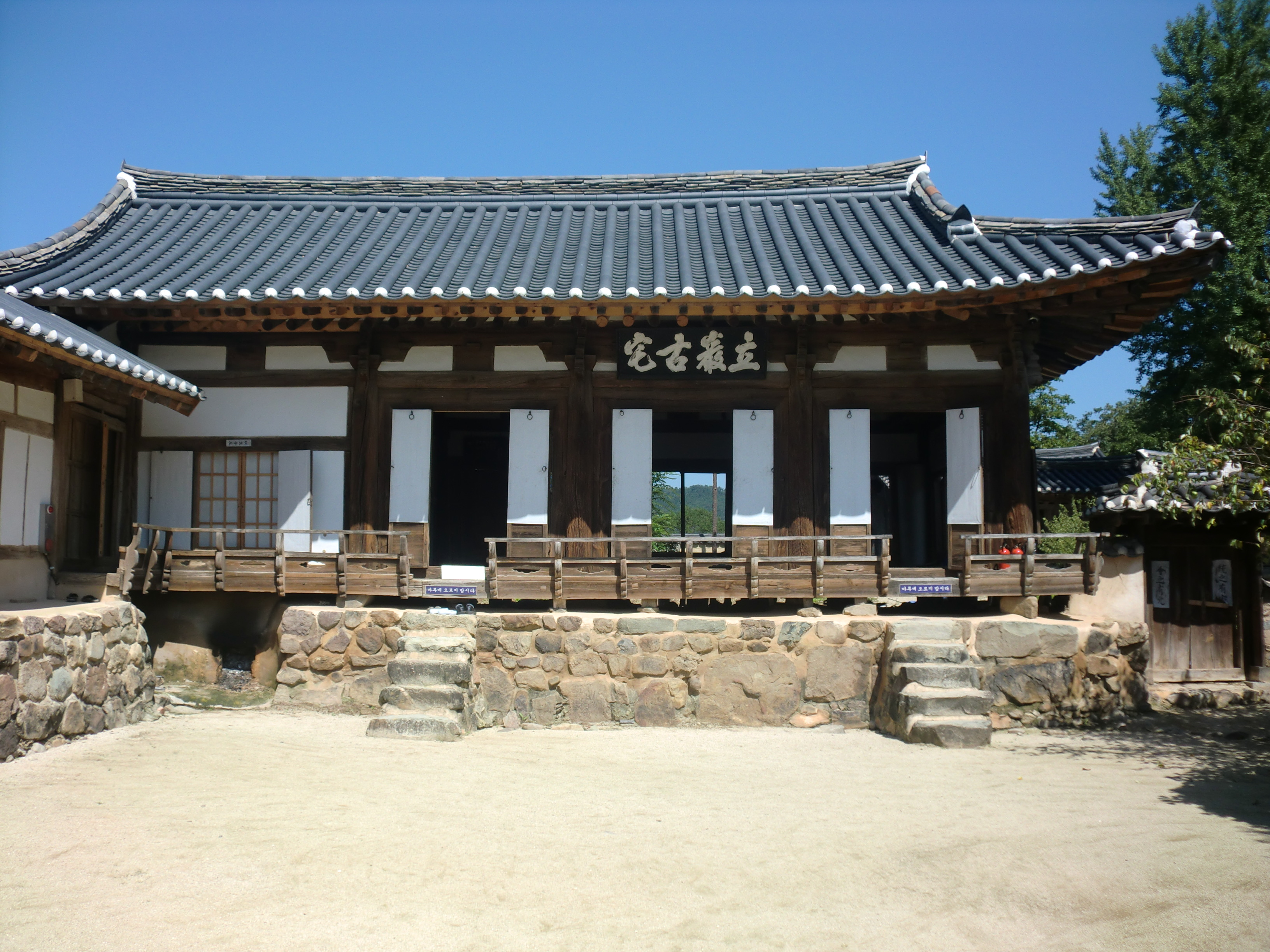
河回村養眞堂
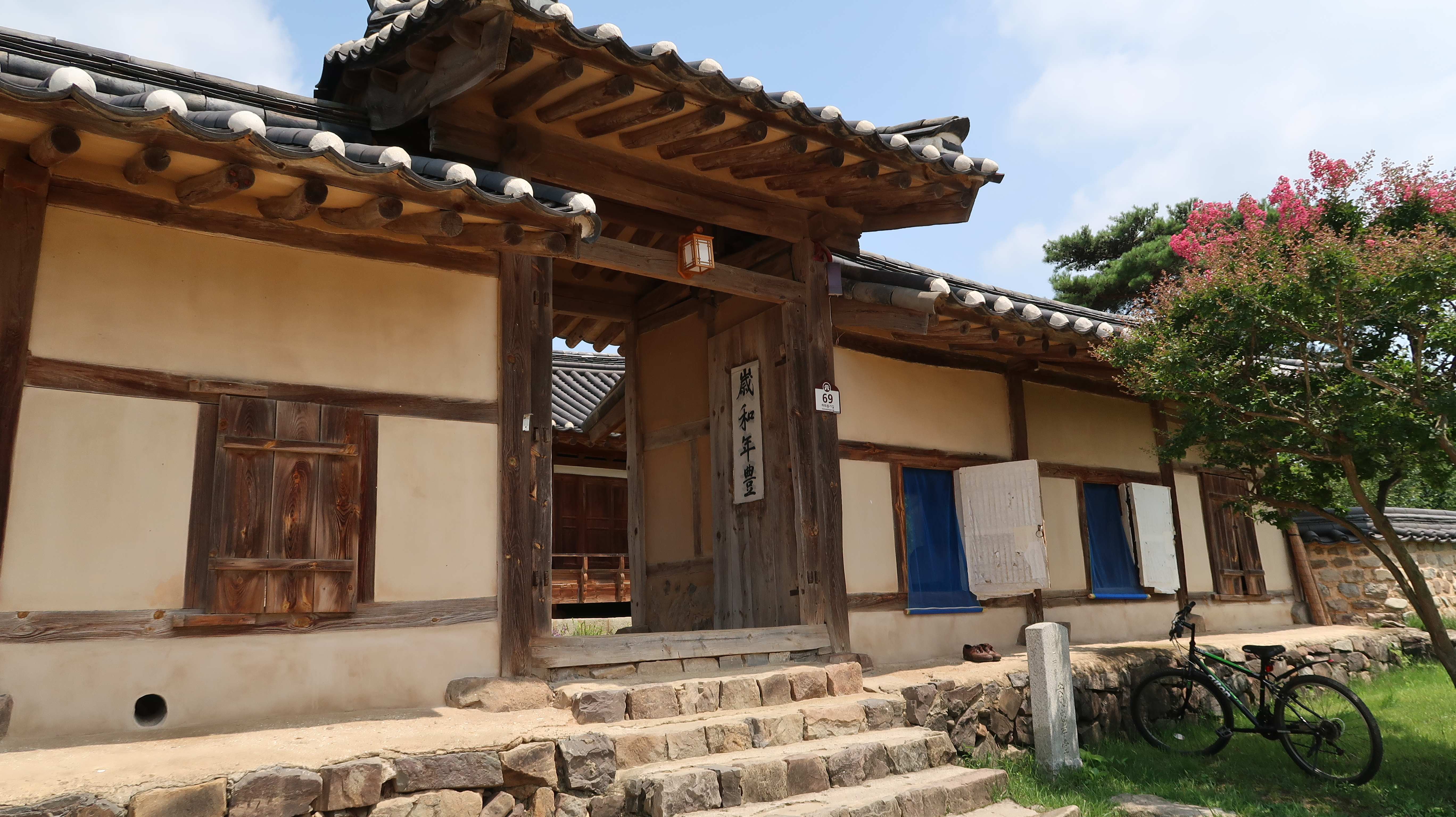
河回村忠孝堂
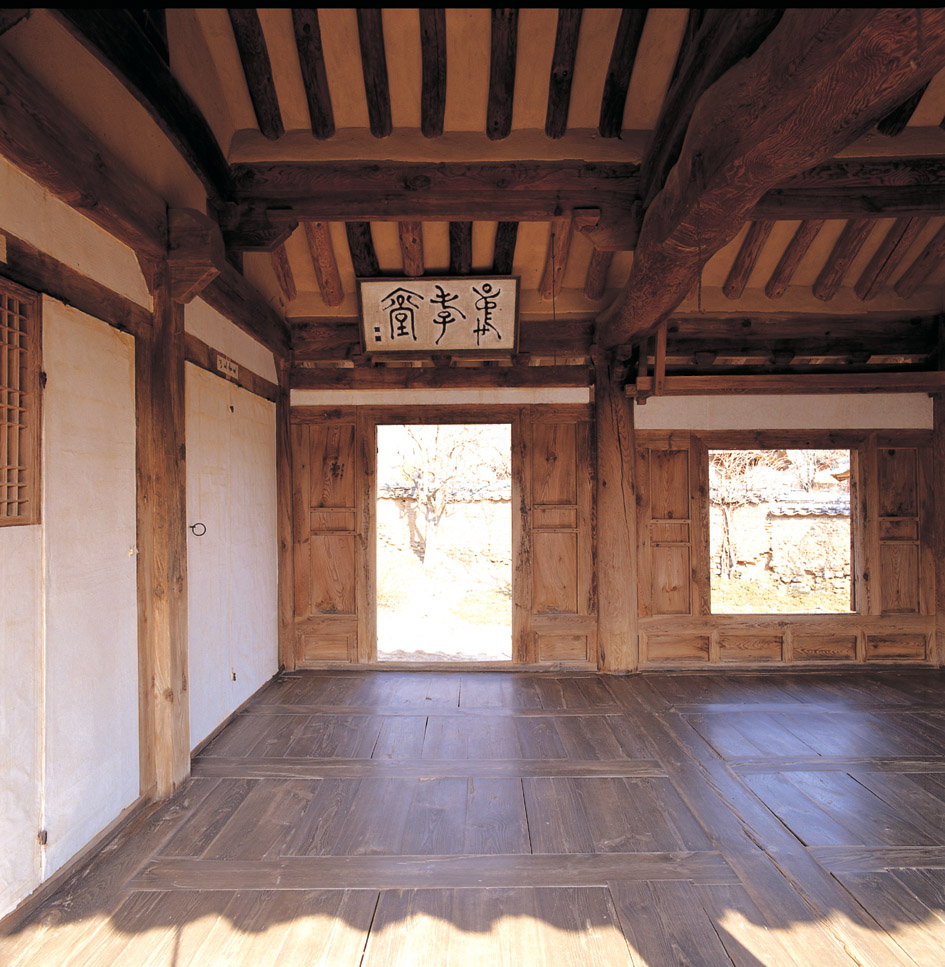
忠孝堂內，據說由許穆書寫的「忠孝堂」牌匾
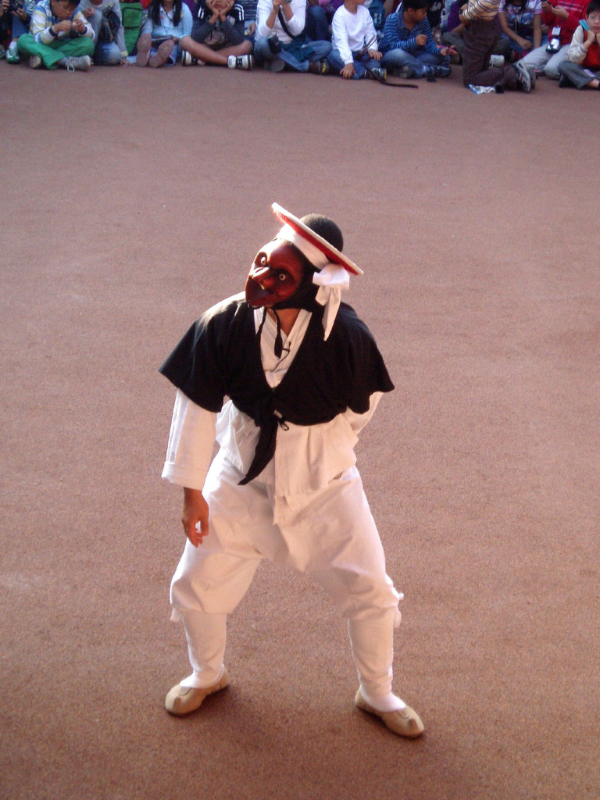
河回村內的假面舞表演
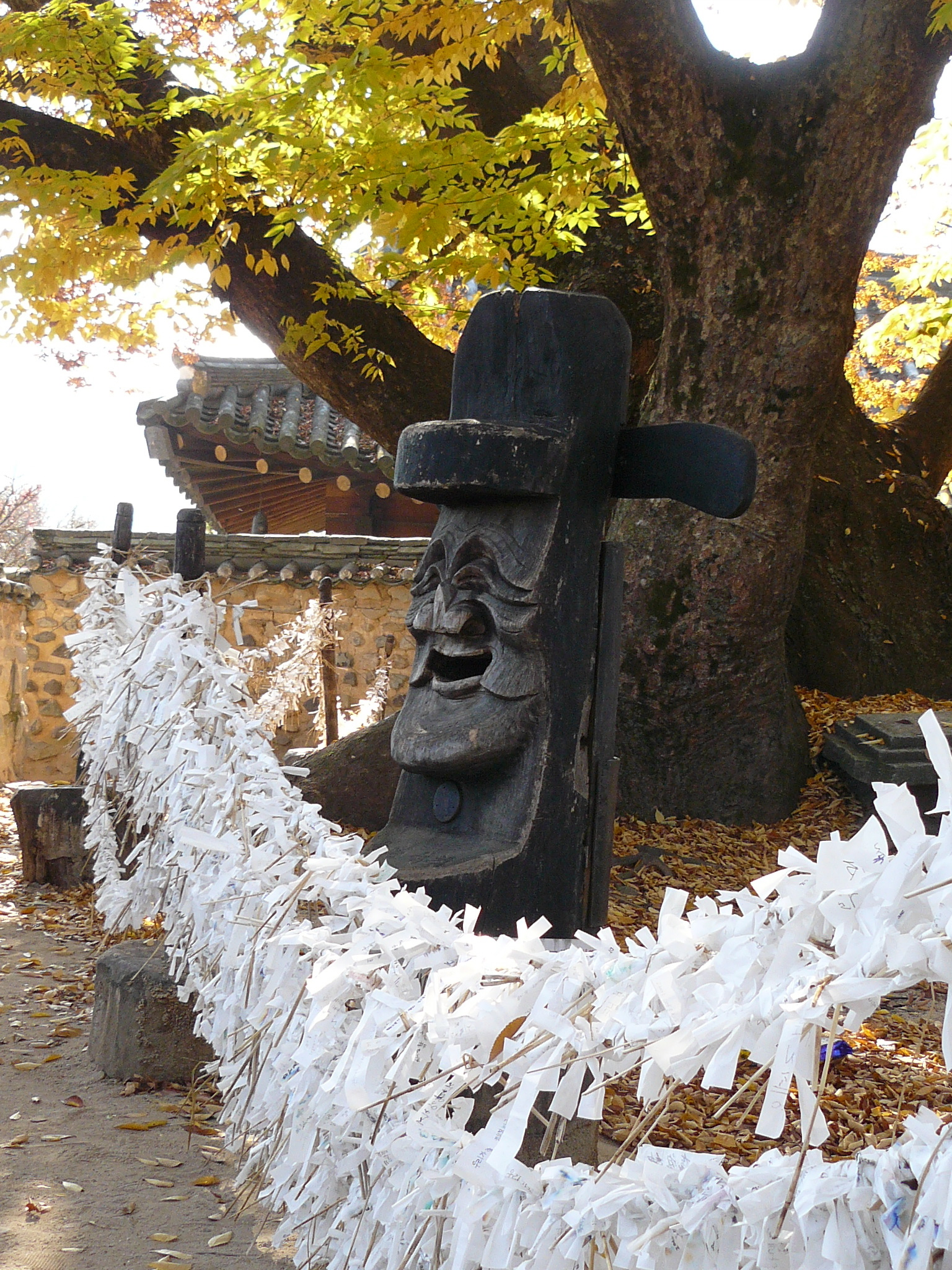
河回村內的長栍